# Hyperglykemi
Hyperglykemi är ett medicinskt tillstånd med för hög blodsockernivå i blodet. Om man har socker (glukos) i urinen kallas det glukosuri  och detta kan mätas med urinprov. Glukosuri kan vara tecken på hyperglykemi.
Detta tillstånd kan bero på oupptäckt eller underbehandlad diabetes, intag av vissa läkemedel, stress eller kraftiga infektioner. Tillståndet kan för diabetiker även orsakas av brist på fysisk aktivitet samt intag av för mycket mat. Kroppen försöker utsöndra överskottet av socker genom urinen, och för höga värden kan därför också upptäckas genom att mäta sockerhalten med urinprov. Andra symtom är att urinmängden ökar (polyuri). Vätskeförlusten på grund av den ökade mängden urin leder till ökad törst (polydipsi) och kan medföra torr hud och torra slemhinnor. Trötthet, avmagring och dimsyn (att se suddigt) kan förekomma. Hyperglykemin kan också påverka hjärnan och ge försämrad uppmärksamhet och koncentrationsförmåga.
Hyperglykemi kan leda till skador på blodkärlen som i sin tur leder till hjärt-kärlsjukdomar eller skador på organ som är känsliga för dålig blodförsörjning, till exempel njurarna och näthinnorna. Tillståndet kan även orsaka skador på njurar.
Hyperglykemi kan förekomma under ett tidigt skede av giftstruma, troligen snarare genom påverkan från tillväxthormon än från interaktion med glukagon.